# HMS Shah (D21)
HMS Shah (D21), nguyên là tàu sân bay hộ tống USS Jamaica (CVE-43) (ký hiệu lườn ban đầu AVG-43 và sau đó là ACV-43) của Hải quân Hoa Kỳ thuộc lớp Bogue, được chuyển cho Hải quân Hoàng gia Anh Quốc và đã hoạt động trong Chiến tranh Thế giới thứ hai.
Jamaica được đặt lườn theo một hợp đồng với Ủy ban Hàng hải Hoa Kỳ với số hiệu lườn MC 254 vào ngày 13 tháng 11 năm 1942 tại xưởng đóng tàu của hãng Seattle-Tacoma Shipbuilding ở Tacoma, Washington; nó được hạ thủy vào ngày 21 tháng 4 năm 1943, được đỡ đầu bởi Bà C. T. Simard, và được xếp lại lớp với ký hiệu lườn CVE-43 vào ngày 15 tháng 7 năm 1943. Nó được chuyển cho Anh Quốc vào ngày 27 tháng 9 năm 1943 theo chương trình Cho thuê-cho mượn, và được đổi tên thành HMS Shah (D21), và đã hoạt động trong chiến tranh như một chiếc thuộc lớp Ameer.
Dưới quyền chỉ huy của Chuẩn Đô đốc tương lai William John Yendell, Shah phục vụ trong vai trò chống tàu ngầm tại Đại Tây Dương; lực lượng máy bay phối thuộc thường xuyên của nó bao gồm 12 máy bay ném bom-ngư lôi Grumman Avenger II và một tốp máy bay tiêm kích Wildcat thuộc Phi đội 851 Không lực Hải quân Hoàng gia. Nó đã hoạt động tích cực trong cuộc chiến, dẫn đầu đội đặc nhiệm tìm-diệt vốn đã đánh chìm tàu ngầm Đức U-198 tại Ấn Độ Dương vào ngày 12 tháng 8 năm 1944, cũng như tham gia chiến dịch Miến Điện năm 1945, phát hiện ra chiếc tàu tuần dương Nhật Haguro vốn bị đánh chìm trong "Chiến dịch Dukedom".
Sau chiến tranh, nó được hoàn trả cho Hoa Kỳ vào ngày 6 tháng 12 năm 1945, rồi được bán để hoạt động hàng hải thương mại tư nhân vào ngày 20 tháng 6 năm 1947 dưới tên gọi Salta. Vào năm 1963 nó tham gia vào việc tiếp cứu chiếc Lakonia. Nó được tháo dỡ tại Buenos Aires vào năm 1966.